# Katedra Wniebowzięcia Najświętszej Maryi Panny w Bandżulu
Katedra Wniebowzięcia Najświętszej Maryi Panny w Bandżulu (ang. Cathedral of Our Lady of the Assumption) – katedra rzymskokatolicka w Bandżulu, stolicy Gambii. Siedziba biskupa ordynariusza bandżulskiego.
Katedra znajduje się przy Hagan Street, przy skrzyżowaniu z Piction Street, która jest główną ulicą miasta. Gmach ten jest znacznie większy od katedry anglikańskiej i został zbudowany w latach 1913–1916, podczas gdy Gambia była jeszcze kolonią brytyjską.
Status budowli zmieniał się wraz z rozwojem Kościoła katolickiego w Gambii. W 1951 r. kościół był siedzibą prefektury apostolskiej, a po jej przekształceniu w pełnoprawną diecezję w 1957 został podniesiony do rangi katedry.
23 lutego w 1992 r. podczas podróży apostolskiej do Gambii, Senegalu i Gwinei papież Jan Paweł II spotkał się w katedrze z lokalnym duchowieństwem katolickim.